# Toddy (drag king)
Toddy es un drag king, humorista y cantante de ópera canadiense, conocido por ser el ganador de la primera temporada de Call Me Mother.

## Carrera
Toddy comenzó a actuar como drag king en 2018, eligiendo su nombre artístico a raíz del oso de peluche de su infancia.
En 2021 compitió en la primera temporada de la competición drag canadiense Call Me Mother, coronándose finalmente como ganador y siendo nombrado "Primer hijo del drag".
Toddy ha hablado abiertamente en numerosas ocasiones acerca de la invisibilización mediática que sufren los drag kings en los medios y competencias, a diferencia de sus compañeras drag queens.
Actualmente presenta de forma regular el drag brunch Party Dogs junto con los también drag kings Heathen y King Fisher.

## Filmografía

### Televisión
| Año  | Título         | Papel   | Notas       |
| ---- | -------------- | ------- | ----------- |
| 2021 | Call Me Mother | Ganador | 8 episodios |